# Капферер, Брюс
Брюс Капферер (Bruce Kapferer; род. 4 июня 1940, Сидней) — австралийский социальный антрополог. Доктор философии (1969), эмерит-профессор Бергенского университета (Норвегия), прежде профессор Университета Джеймса Кука, Университетского колледжа Лондона и Университета Аделаиды. Член Австралийской академии социальных наук (1981).

## Биография
Родился в семье эмигранта, прибывшего из Франции через Северную Америку в Австралию — в качестве журналиста New York Herald Tribune, освещать начало войны на Тихом океане (затем он будет зачислен в австралийскую армию). Благодаря интеллектуальным интересам своего отца Брюс заинтересовался антропологией (но вообще же первоначально его главным интересом была археология).
Окончил Сиднейский университет (бакалавр B.A., 1963), учился у Chandra Jayawardena. Докторскую степень получил в Манчестерском университете. В 1963—1966 годах проводил исследовательскую работу в Замбии — свою первую полевую, будучи при этом связан с Манчестерской научной школой. В 1966—1973 годах лектор и старший лектор Манчестерского университета. В 1973-1985 годах профессор Университета Аделаиды. В 1985—1996 годах профессор Университетского колледжа Лондона. В 1996—1999 годах профессор Университета Джеймса Кука (в котором в его честь ныне присуждается Bruce Kapferer Prize in Anthropology). С 1999 года профессор Бергенского университета, ныне эмерит. Являлся приглашенным профессором в Калифорнийском университете в Лос-Анджелесе и др. Проводил полевые исследования в Шри-Ланке (почти 40 лет, с 1972 года), Керале в Южной Индии, Южной Африке. Указывал оказавшими на него влияние Виктора Тёрнера и Маршалла Салинса.

## Главные книги[8]
- Strategy and transaction in an African factory (1972)
- A celebration of demons (1983, 1991 )
- Legends of people, myths of state (1988, 1998)
- The feast of the sorcerer (1997)

Редактор
- Transaction and meaning (1976)
- Power, process and transformation (1987)